# 依法官僚制
依法官僚制（いほうかんりょうせい、英: legal bureaucracy）は、マックス・ヴェーバーが古典的官僚制組織論において、純粋かつ合理的な組織であると定義した官僚制の分類概念。対立概念に家産官僚制（patrimonial bureaucracy）がある。
近代的社会契約論の下で展開された官僚制で、役人は国民と国家に奉仕すると定められた法律に従って働くべきだとする。近代官僚制という場合もある。役人が国家も役職も自分のものだと思いこみ、公権と公金を恣にする家産官僚制の対立概念。ヴェーバーは、官僚機構が機械のように動くことが公平さを実現する（官僚制の非人格制）と考えた。

## 依法官僚制の原則
- 規則による規律の原則
- 明確な権限の原則
- 明確な階層性（ヒエラルキー構造の原則）
- 経営資材の公私分離原則
- 官職占有排除の原則（世襲制への反対）
- 文書主義の原則
- 任命制の原則（上級者の権限の明確化、ヒエラルキー構造の保守）
- 契約制の原則
- 資格任用制の原則（世襲ではなく試験で採用資格者を決定）
- 貨幣定額俸給制の原則
- 専業性の原則
- 規律ある昇任制の原則

## ネオ官僚制組織論
官僚制は政治目的を達成するための合理的組織であるが、ここにも不合理な結果を生じさせる構造的欠陥が存在し、これを官僚制の逆機能という。
例えば試験成績による採用は、世襲や縁故による無能力者の採用を退ける合理的システムであり、学歴と年功による昇任人事は組織構成員が納得しやすい上下関係を構築する合理的システムであるが、その逆機能として、飛び抜けて優秀な人格・才能を有する者が存在したとしても、その者の持つ真の能力は評価されないといった非合理性を持つ。
このようなマックス・ヴェーバーの官僚制組織論に批判的立場から、逆機能に注目した理論をネオ官僚制組織論という。
- ロバート・キング・マートン
依法官僚制は、原則が守られてさえいれば問題なく機能する構造を持つように見えるが、実は機能不全が発生する場合がある、とロバート・キング・マートンは指摘する。官僚制は政治目的達成のための手段であるが、官僚制そのものを維持することが目的になってしまう場合。そして官僚としての優秀な能力が、かえって無能力を招いてしまう場合である。例えば規則による規律の原則を厳格に守ろうとするあまり、急を要する災害が発生しても規律違反を恐れて平常時の対応を優先する、文書主義の原則を守ろうとするあまり、急を要する人命救助よりも必要書類作成を優先する、規律ある昇任制の原則を守ろうとするあまり、不要なポストを量産する、明確な権限の原則を守ろうとするあまり、行政の縦割り主義・縄張り主義を生み、国益よりも省益が優先される、などである。マートンはこれらを「洗練された無能力」「目的の移転」と呼び、当初目的達成のための合理的な手段であったはずの構造自体が、機能不全を引き起こして阻害要因となる「逆機能」と呼んだ。マートンはさらに、公平性を実現するための官僚制の非人格制は、不親切で横柄な態度につながると指摘した。
- フィリップ・セルズニック
組織生態学と状況対応理論に大きく貢献したセルズニックは、本来職務遂行能力を高めるために専門性を有する複数の組織を構成（明確な権限の原則）したはずのものが、自分たちの権限の保持や利害（補助金（国庫からの予算獲得への執着）・許認可権（既得権益への固執））にこだわるあまり、互いに協力しあうことなく相手の干渉を排除しようとする（セクショナリズム）、いわゆる「縦割り」「縄張り」意識を生み出す傾向があると指摘する。
- アドルフ・ワーグナー
財政学者ワーグナーは、近代国家はどの国も活動範囲の拡大化・多様化・複雑化が避けられず、公的財政支出が経済の成長を上回る速度で膨張していく（経費膨張の原則）と述べ、間接的に官僚機構の非効率性を指摘している。
- ローレンス・J・ピーター
教育学者ピーターのピーターの法則も、間接的に官僚制を批判している。
- G・シューバート
行政学者シューバートは、官僚が公益だと見なしているもの（公益観）は3つあると指摘する。
  1. 合理主義・官僚として行政の執行者に徹する。公益とは選挙や議会で決定されるもので、官僚はそれを忠実に行うことで公益を達成できる。政策立案は行わず、執行部分だけを担当する。
  2. 理想主義・政治から距離を置き自律を試みる。政党政治は無用な政治的混乱を生じやすく、それゆえに立法機関よりも行政機関が公益を実現する主たる役割を自律的に持つべきである。
  3. 現実主義・利害調整が官僚の役割とする。私的利害や圧力団体の利害調整が公益である。利害調整の優先順位は政治がつければよく、極端な一方的利益追求は公益を損なう。

1の場合には行政が誤りを認めない無責任な保身行政を招く原因となり、2の場合は議会制民主主義に反し、3の場合は私的企業や圧力団体との癒着、場当たり的対応を生じる。

## 解決策

### セクショナリズムに対する解決策
- 官僚主導から政治主導へ
- 中央集権から地方分権へ

### 公益観に対する解決策
- 官僚個々人が高いモラルを持つ

### 組織論に対する解決策
- 官僚自身にモラルや自浄作用を求めることは不可能である（構造的欠陥である）ため、モラルが高く国家のために貢献した人々を中心に貴族院を設置し、ここに監査権と人事権を与えて官僚組織をチェックさせる。